# Лазурные мухоловки
Лазурные мухоловки, или бирюзовые мухоловки (лат. Eumyias) — род воробьиных птиц из семейства мухоловковых.

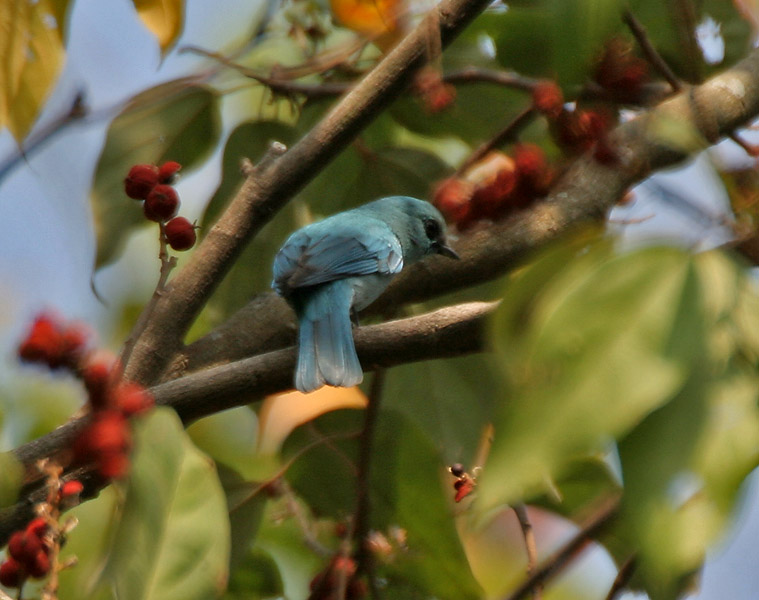

## Виды
В состав рода включают 11 видов:
- Eumyias albicaudatus (Jerdon, 1840) — Нилгрийская мухоловка
- Eumyias indigo (Horsfield, 1821) — Индиговая мухоловка
- Eumyias thalassinus (Swainson, 1838) — Небесно-синяя мухоловка
- Eumyias additus (Hartert, 1900) — Буруанская джунглевая мухоловка
- Eumyias panayensis Sharpe, 1877 — Лазурная мухоловка
- Eumyias sanfordi (Stresemann, 1931) — Нильтава Санфорда
- Eumyias hoevelli (Meyer, 1903) — Целебесская нильтава
- Eumyias hyacinthinus (Temminck, 1820)
- Eumyias oscillans (Hartert, 1897) — Флоресская джунглевая мухоловка
- Eumyias stresemanni (Siebers, 1928)
- Eumyias sordidus (Walden, 1870) — Серо-синяя мухоловка